# Yassine Ouhdadi
Yassine Ouhdadi El Ataby (20 agosto 1994) è un atleta paralimpico marocchino naturalizzato spagnolo specializzato nel mezzofondo e appartenente alla classe T13 in quanto affetto da cataratta congenita a entrambi gli occhi.

## Biografia
Nel 2019 partecipa ai campionati mondiali paralimpici di Dubai, dove conquista la medaglia d'argento nei 5000 metri piani T13 e si classifica settimo nei 1500 metri piani T13.
Nel 2021 scende in pista ai Giochi paralimpici di Tokyo, classificandosi sesto nei 1500 metri piani T13 e conquistando la medaglia d'oro nei 5000 metri piani T13 con tanto di record europeo di categoria. Lo stesso anno è medaglia di bronzo e medaglia d'argento rispettivamente nei 1500 e 5000 metri piani T13 ai campionati europei paralimpici di Bydgoszcz.
Ai campionati mondiali paralimpici di Parigi 2023 è medaglia d'oro nei 5000 metri piani T13 e medaglia d'argento nei 1500 metri piani T13. L'anno successivo, ai mondiali paralimpici di Kobe, si riconferma campione del mondo siglando il nuovo record europeo sui 5000 metri piani T13 con il tempo di 14'27"76. Sempre nel 2024 prende parte ai Giochi paralimpici di Parigi, dove conquista la seconda medaglia d'oro nei 5000 metri piani T13 con il tempo di 15'50"64.

## Record nazionali
- 5000 metri piani T13: 14'27"76  ( Kōbe, 18 maggio 2024)

## Progressione
Statistiche ricavate da paralympic.org/athletics/rankings (al 17 agosto 2024).

### 1500 metri piani T13
| Stagione | Tempo   | Luogo        | Data      | Rank. Mond. |
| -------- | ------- | ------------ | --------- | ----------- |
| 2024     | 3'50"63 | Barcellona   | 27-4-2024 | 1º          |
| 2023     | 3'55"41 | L'Hospitalet | 20-5-2023 | 3º          |
| 2022     | 3'47"68 | Barcellona   | 5-7-2022  | 1º          |
| 2021     | 3'55"38 | Bydgoszcz    | 4-6-2021  | 2º          |
| 2019     | 3'55"47 | Dubai        | 7-11-2019 | 5º          |

### 5000 metri piani T33
| Stagione | Tempo    | Luogo        | Data       | Rank. Mond. |
| -------- | -------- | ------------ | ---------- | ----------- |
| 2024     | 14'27"76 | Kōbe         | 18-5-2024  | 1º          |
| 2023     | 14'21"91 | Barcellona   | 24-6-2023  | 1º          |
| 2022     | 14'27"57 | Gijón        | 25-6-2022  | 1º          |
| 2021     | 14'34"13 | Tokyo        | 28-8-2021  | 2º          |
| 2020     | 14'54"30 | L'Hospitalet | 31-10-2020 | 1º          |
| 2019     | 14'42"12 | Dubai        | 14-11-2019 | 1º          |

## Palmarès
| Anno | Manifestazione                  | Sede      | Evento           | Risultato | Prestazione | Note                          |
| ---- | ------------------------------- | --------- | ---------------- | --------- | ----------- | ----------------------------- |
| 2019 | Campionati mondiali paralimpici | Dubai     | 1500 m piani T13 | 7º        | 3'55"47     | Miglior prestazione personale |
| 2019 | Campionati mondiali paralimpici | Dubai     | 5000 m piani T13 | Argento   | 14'42"12    | Record europeo                |
| 2021 | Giochi paralimpici              | Tokyo     | 1500 m piani T13 | 6º        | 3'56"73     |                               |
| 2021 | Giochi paralimpici              | Tokyo     | 5000 m piani T13 | Oro       | 14'34"13    | Record europeo                |
| 2021 | Campionati europei paralimpici  | Bydgoszcz | 1500 m piani T13 | Bronzo    | 3'50"79     | Miglior prestazione personale |
| 2021 | Campionati europei paralimpici  | Bydgoszcz | 5000 m piani T13 | Argento   | 15'01"94    | [ 1 ]                         |
| 2023 | Campionati mondiali paralimpici | Parigi    | 1500 m piani T13 | Argento   | 4'00"91     |                               |
| 2023 | Campionati mondiali paralimpici | Parigi    | 5000 m piani T13 | Oro       | 15'16"97    |                               |
| 2024 | Campionati mondiali paralimpici | Kōbe      | 5000 m piani T13 | Oro       | 14'27"76    | Record europeo                |
| 2024 | Giochi paralimpici              | Parigi    | 5000 m piani T13 | Oro       | 15'50"64    |                               |